# Giuseppe Gargani

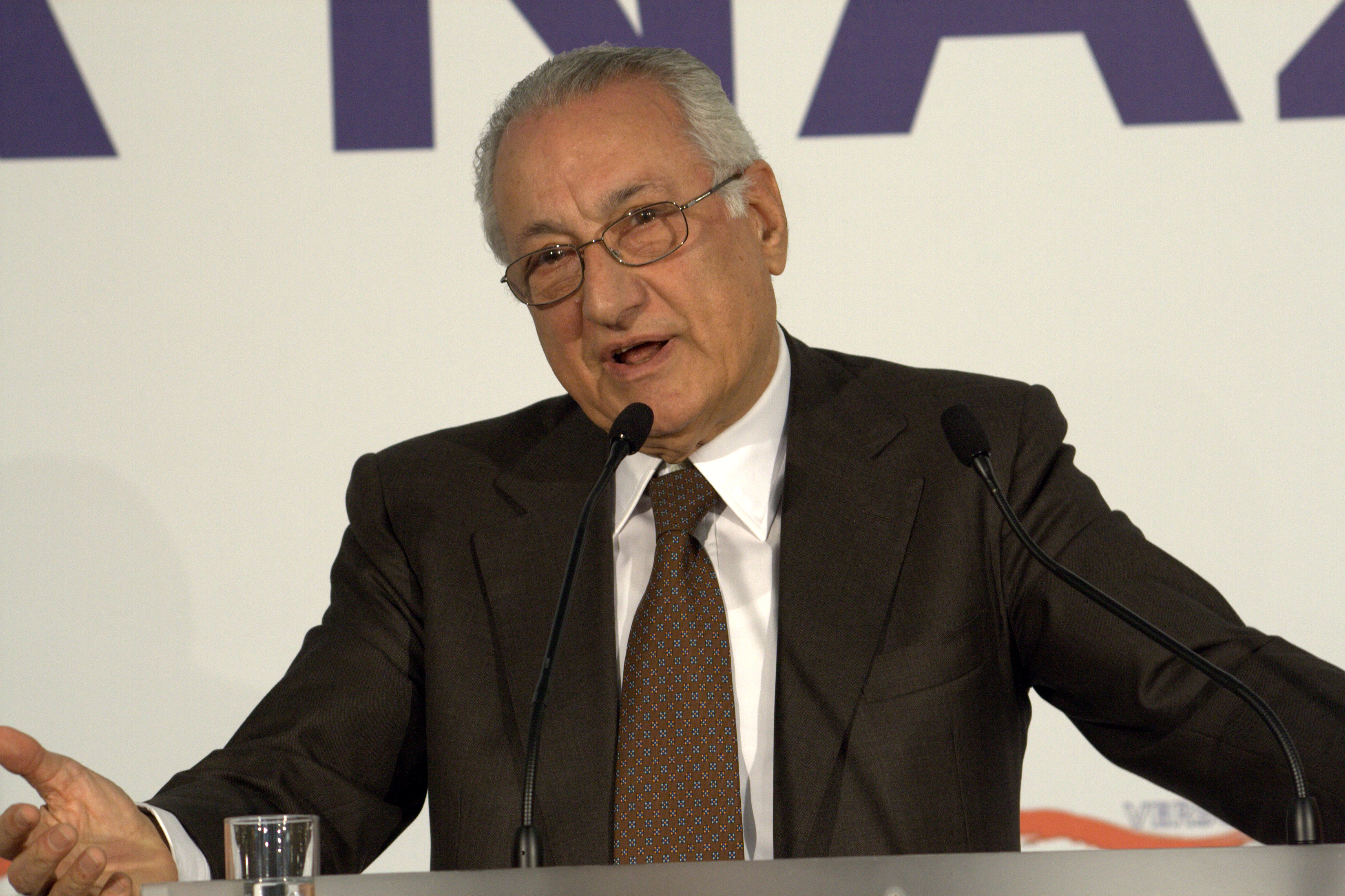
Giuseppe Gargani

Giuseppe Gargani (* 23. April 1935 in Morra De Sanctis) ist ein italienischer Rechtsanwalt und Politiker der Unione di Centro (UdC) und seit 6. Juni 2011 Mitglied des Europäischen Parlaments. Zuvor war er unter anderem Abgeordneter im italienischen Parlament für die christdemokratische Democrazia Cristiana sowie von 1999 bis 2009 Europaabgeordneter für die rechtskonservative Forza Italia bzw. deren Nachfolgepartei Popolo della Libertà.

## Leben
Bereits während seines Studiums der Rechtswissenschaften schloss sich Gargani 1956 der christdemokratischen Partei Democrazia Cristiana (DC) an, in der er verschiedene Parteiämter innehatte. Unter anderem war er DC-Regionalsekretär für Kampanien sowie Mitglied des Parteivorstands und Sprecher in Justizangelegenheiten. 1970 bis 1972 war Gargani Präsident der Provinz Avellino, 1972 bis 1994 gehörte er dem italienischen Parlament an, wo er mehrmals zum Vorsitzenden des Rechtsausschusses gewählt wurde. 1979 bis 1984 war er zudem Staatssekretär im italienischen Justizministerium.
Nach der Auflösung der DC und der Gründung der neuen Partei Forza Italia unter Silvio Berlusconi 1994 schloss sich Gargani dieser an und leitete ab 2001 die Abteilung Justiz der Partei. 2009 ging die Forza Italia schließlich in dem neu gegründeten Popolo della Libertà auf.
Bei der Europawahl 1999 wurde er ins Europäische Parlament gewählt, wo er Vorstandsmitglied der Fraktion EVP-ED wurde. Außerdem war er zunächst bis 2002 Vorsitzender des Kulturausschusses, ab 2002 Vorsitzender des Ausschusses für Recht und Binnenmarkt (ab der Europawahl 2004 nur noch Rechtsausschuss).
Bei der Europawahl in Italien 2009, bei der Gargani auf der PdL-Liste antrat, hätte er innerhalb seines Wahlkreises Süditalien entsprechend seiner Anzahl von Vorzugsstimmen erneut einen Sitz im Parlament gewonnen. Allerdings war die Wahlbeteiligung in Süditalien deutlich niedriger als in anderen Regionen, sodass der italienische Innenminister Roberto Maroni anordnete, dass fünf eigentlich den Wahlkreisen Süditalien und Italienische Inseln zustehende Mandate auf mittel- und norditalienische Wahlkreise übertragen wurden. Dadurch zog statt Gargani Giovanni Collino in das Parlament ein, der ebenfalls für die PdL angetreten war, sich dann aber der Futuro e Libertà per l’Italia anschloss. Gargani klagte gegen diese Entscheidung und wurde darin auch vom Consiglio di Stato unterstützt. Anfang Juni 2011 gab daraufhin die Corte Suprema di Cassazione Gargani Recht, sodass dieser sein Mandat als Europaabgeordneter wieder aufnehmen konnte.
Bereits ein Jahr zuvor, im März 2010, war Gargani aus der PdL ausgetreten, um eine eigene politische Gruppierung namens EuropaSud zu gründen. Im Mai 2010 schloss er sich mit dieser der Unione di Centro an.